# The Fugitive (album)
The Fugitive è il secondo album solista del tastierista dei Genesis Tony Banks. È stato pubblicato originariamente nel giugno 1983 da Charisma (Regno Unito) e Atlantic (Stati Uniti), a pochi mesi dal precedente The Wicked Lady.  Prodotto da Banks e da Stephen Short, l'album è l'unico in cui Banks canta tutte le voci principali. Nel precedente concept album, A Curious Feeling del 1979, tutte le voci erano di Kim Beacon ma l'insuccesso portò Banks a non continuare quel progetto.
L'album ebbe recensioni contrastanti e raggiunse la posizione numero 50 nel Regno Unito, rimanendo nella Top 100 per sole due settimane. This Is Love e And the Wheels Keep Turning furono pubblicati come singoli, ma entrambi non riuscirono ad entrare in classifica.

## Tracce
Testi e musiche di Tony Banks.
1. This Is Love – 5:11
2. Man of Spells – 3:46
3. And the Wheels Keep Turning – 4:48
4. Say You'll Never Leave Me – 4:32
5. Thirty Three's – 4:33
6. By You – 4:29
7. At the Edge of Night – 6:03
8. Charm – 5:27
9. Moving Under – 6:01

Tracce bonus nel CD
1. K2 – 3:59
2. Sometime Never – 3:41

## Formazione
- Tony Banks - voce , tastiere, synth-bass, Linn LM-1
- Daryl Stuermer - chitarre
- Mo Foster - basso
- Tony Beard - batteria
- Steve Gadd - batteria
- Andy Duncan - batteria